# Новоданилівка (Пологівський район)
Новодани́лівка — село в Україні, у Оріхівській міській громаді Пологівського району Запорізької області. Населення становить 13 осіб (у 2024 році).

## Географія
Село Новоданилівка розташоване на місці річки Лиману — притоки річки Кінської. Все село лежить у долині. Тільки двома своїми кінцями виходить на високі горби.
Відстані до районного центру 41 км, за 6 км до центру міста Оріхів та за 10 км від села Мала Токмачка. Через село проходять автошляхи національного та територіального значення Н08, Т 0408. За 5 км від села знаходиться найближча залізнична станція Оріхівська.

## Історія
В околицях села Новоданилівка збереглися 20 курганів епохи міді й бронзи (IV—III тисячоліття до н. е.). За назвою села названо Новоданилівську культуру мідної доби.
Село засноване 1879 року. Тоді вся місцевість, де нині знаходиться село, була луками. Перший поселениць був Дейнега Данило, який оселився на горі. Від прізвища першого жителя села пішла назва Данилівка, яка після революції отримала назву Новоданилівка.
В дореволюційний час село нараховувало близько 200 дворів.

### У Незалежній Україні
З 24 серпня 1991 року село входить до складу незалежної України.
До 2016 орган місцевого самоврядування — Новоданилівська сільська рада. 11 листопада 2016 року Новоданилівська сільська рада, в ході децентралізації, об'єднана з Оріхівською міською громадою.
12 червня 2020 року, відповідно до Розпорядження Кабінету Міністрів України від № 713-р «Про визначення адміністративних центрів та затвердження територій територіальних громад Запорізької області», увійшло до складу Оріхівської міської громади.

19 липня 2020 року, в результаті адміністративно-територіальної реформи та ліквідації Оріхівського району, село увійшло до складу Пологівського району.
З початком повномасштабного російського вторгнення в Україну в селі залишилось не більше чверті мешканців і вони не втрачають оптимізму та чекають на перемогу України.
За три кілометри від села російські окупанти встановили перший блокпост. До війни тут жили понад 800 мешканців, нині тут залишилося менше ніж 200 осіб.
Російські окупанти майже щодня гатять із важкої артилерії та застосовують заборонені фосфорні снаряди. Станом на 20 липня 2022 року 40 % будинків зазнали руйнувань.
20 лютого 2023 року окупанти обстріляли цивільну інфраструктуру населеного пункту.
15 березня 2024 року військовослужбовці РФ здійснили 192 артудари по території Гуляйполя, Роботиного, Новодарівки, Малинівки, Малої Токмачки, Новоданилівки, Темирівки, Долинки, Вербового та Червоного.
19 квітня 2024 року за словами голови Запорізької ОВА Івана Федорова, ворог завдав 5 авіаційних ударів по Роботиному, Малій Токмачці та Новоандріївці. 32 БПЛА різної модифікації атакували Гуляйполе, Левадне, Роботине, Малу Токмачку, Малинівку і Новоандріївку. ️2 обстріли РСЗВ накрили Левадне і Роботине. ️252 артобстріли завдано по території Гуляйполя, Малої Токмачки, Новоандріївки, Новоданилівки, Роботиного, Левадного та Малинівки.

## Історія школи
Школа в селі заснована (згідно з довідкою державного архіву Запорізької області № 463 від 23.12.1998 року, підстава Р-221, сп.1, спр.2090, арк.74) в 1887 році. Вона була чотирьохкласна. В ній було 2 класних кімнати, квартира директора і вчительська кімната.
З часом будинок школи добудовувався декілька разів з метою збільшення класних кімнат, кабінетів, бібліотеки, підсобних кімнат, майстерні. В міру того, як збільшувався контингент учнів, школа добудовувалася і набрала вигляду, який ми бачимо сьогодні.
Під час війни приміщення школи було повністю спалено. Центральних вхід був з вулиці, його увінчували дві скульптури: піонера і піонерки, що сурмили у піонерські сурми, скликаючи піонерів чи то на збір загону, чи на піонерське вогнище. Скульптури знищили, а школа згоріла.
До війни у школі йшло розмірене шкільне життя, зі своїми злетами і невдачами, з досягненнями і недоліками. Навчалися тоді у школі до 4 класу (молодші школярі) і до 7 класу (старші школярі). Директором був Христофоров Федір Микитович (математик), а його дружина Хоменко Ганна Григорівна (вчителька молодших класів). Ще пізніше очолював школу Шрамко Василь Харитонович (географ).
Вже з 1929 року в школі працювали вчителі: Осовик Микола Петрович (вчитель математики), Заболотна Таїсія Сергіївна (вчитель російської мови), Красносільська Ніна Сергіївна (вчитель молодших класів), Красніков Григорій Йосипович (вчитель географії), Мигас Олександра Йосипівна (вчитель молодших класів). Їх давно вже немає на цім світі, світла їм пам'ять.
Учні навчалися, вирощували квіти на пришкільних ділянках і підвіконнях класів, працювали на полях колгоспу. А ще ж допомагали пристарілим, навчали грамоти неписьменних, готували різні свята, конкурси. Учні були в більшості чесні і добросовісні, добрі й морально чисті. Якщо траплялись якісь недоречності, то кожного із бешкетників чекав осуд товаришів на зборі загону, дружини.
Після війни школу відбудовували батьки і діти. Уявіть собі, що сотні тисяч цеглин, вкладених у приміщення школи, перейшли через руки учнів. Найчастіше дирекції школи приходилось знімати учнів старших класів з уроків співів, фізкультури, малювання для того, щоб розвантажити машини з цеглою. Машини надавав колгосп. І ніколи тим дітям і на думку не спадало ухилятися від роботи.
Після війни в школі працювали вчителі: Панченко Дем'ян Христантович (математик), Панченко Мотрона Марківна (вчитель молодших класів), Лось Андрій Маркович (географ), Лось Євдокія Михайлівна (біолог), Смага Євдокія Іванівна (вчитель німецької мови), Наливайко Галина Степанівна (вчитель молодших класів), Олексієнко Микола Семенович (вчитель фізкультури), Шевченко Іван Якович (математик, фізик), Хелемендик Раїса Григорівна (математик). Директором школи довгий час був Бережко Петро Кузьмич (історик).
У післявоєнний час учні займалися, крім науки, різними цікавими і корисними справами .Їздили на конкурси й олімпіади, займали призові місця. У школі випускали шкільні газети, вирощували у теплиці розсаду, у той час теплиця нашої школи славилася серед шкіл району.
То був час, коли піднімалось на ноги сільське господарство після лихоліть війни. Учні допомагали вирощувати кролів, свиней, курей, качок, навіть тримали бджіл. У кожній школі були гуртки, які й займалися трудовою працею.
З 1962 року директором школи був Вергун Василь Кирилович (історик). Трохи пізніше — Гой Іван Михайлович (математик), потім — Дейнега Віктор Васильович, ще пізніше — Рудов Володимир Іванович (історик). А у 1987 році школу очолив Євсєєв Юрій Володимирович(фізик). Вчителями останні 10 — 15 років працювали: Коломоєць Марія Іванівна, Бут Валентина Федосіївна, Гов'язь Валентина Миколаївна, Міщенко Марія Петрівна, Пелешко Галина Корніївна, Стратій Іван Митрофанович, Довгаль Григорій Дмитрович, Довгаль Валентина Дем'янівна, Денісов Василь Іванович та інші.
Про вчителів Довгаль В. Д. та Денісова В. І. потрібно сказати більше і ось чому . На території школи стоїть пам'ятник героям — парашутистам. Дякуючи гуртку червоних слідопитів всі рідні загиблих героїв були знайдені і приїздили на могилу. Це дуже складна і кропітка робота і має великий виховний потенціал. Керував гуртком Денісов В. І. (учитель молодших класів). Пізніше цей гурток опікувала Довгаль В. Д. (вчитель російської мови). Її зусиллями та стараннями червоних слідопитів був організований музей бойової і трудової слави села Новоданилівки . В музеї проходили уроки мужності, екскурсії і не тільки наших учнів та односельчан. Наш музей відвідали майже всі учні району. У музеї знаходилось сотні експонатів бойових і трудових подвигів односільчан, всі вони були або батьками, або дідусями учнів.
В школі працювали гуртки: умілі руки, співочий, драматичний, художнє читання, фізкультурні секції. На рахунку гуртківців чудові виступи на олімпіадах, на фермах, у полі, на тракторних бригадах. Учні Новоданилівської школи дуже співучі. А вчительський колектив був завжди прикладом, виборюючи призові місця на олімпіадах району, області.
Все це було сферою шкільного життя, нормою нашого побуту. Життя цікавого, корисного, розмаїтого. Зі стін Новоданилівської школи взяли шлях у життя: вчителі: Довгаль В. Д., Коломоєць М. І., Турко Н. М., Самойлик Ю. М., Білорус Ю. І., Пірожок О. В., Вергун А .В., Михайленко І. А. та багато інших, що працюють за межами району, області, за кордоном. Лікарі: Олексієнко Л. М., Новак О. І. , Романенко С. О., Герасименко А. І., Карачабанова С. В. та інші. Юристи: Наливайко Л. М.,Стоячко А. П. Льотчики: Гординський М. М. , Щербак І. В. Агрономи: Міщенко М. Д., Мала А. М. Зоотехніки: Сідельник А. Д. , Шкрьоба І. І., Коломоєць П. М. І багато-багато спеціалістів інших професій, які так необхідні нашій державі, і фахівці яких тримають кермо життя у своїх руках. Отже з цієї зовні непривабливої школи виходили і виходять чудові учні, які високо і гордо несли і несуть честь Новоданилівської школи протягом усього життя.
Сьогодні Новоданилівську ЗОШ І-ІІ ступенів очолює Самойлик Микола Дмитрович. Разом з ним працюють Журавльова С. О., Євсєєв Ю. В., Коноваленко Н. І., Бурдейна О. В., Донець В. В., Марченко Р. І., Самаренко Л. О., Матюх В. В.

#### Вергун Василь Кирилович
Народився в селі Тарасовшевченківка Магдалинівського району на Дніпропетровщині в 1923 році.
1940 року вступив до Дніпропетровського університету на біологічний факультет. Але тривога за Батьківщину, своїх рідних примусила припинити навчання. В червні 1941 року добровільно пішов на фронт.
У вересі 1941 року брав участь у форсуванні Західної Двіни, за що був нагороджений орденом Слави ІІІ ступеня.
В серпні 1944 року в районі міста Бешкенковича-Полоцька в складі 196-го інженерно-саперного Ліознінського батальйону при розмінуванні мінних полів отримав поранення. Пізніше за цю операцію був нагороджений орденом Червоної зірки. Воював у Білорусі. Був нагороджений медаллю «За відвагу». Перемогу зустрів у Берліні. В 1945 році був нагороджений орденом Вітчизняної війни та медаллю «За перемогу над Німеччиною». Демобілізувався 1945 року.
У 1946 році повернувся до навчання в університеті, який успішно закінчив у 1950 році. Був призваний на строкову службу до лав Радянської армії, яку проходив в селищі Гарячі Ключі на Курильських островах. 1956 році переступив поріг Нікопольської школи вчителем хімії. Одружився з вчителькою, виховували двох синів. За наказом Оріхівського районного відділу освіти Запорізької області в 1961 році був призначений директором Новоданилівської школи.
Але поранення не пройшли безслідно, тому в 1978 році пішов з посади директора школи. Та залишити рідних учнів, однодумців-вчителів не міг, тому продовжував до 1981 року працювати вчителем.
Тяжка хвороба змусила покинути улюблену справу, але учні його ніколи не забували. Навіть сьогодні, коли його вже немає живого серед нас.

## Населення

### Мова
Розподіл населення за рідною мовою за даними перепису 2001 року:
| Мова            | Кількість | Відсоток |
| --------------- | --------- | -------- |
| українська      | 968       | 96.22%   |
| російська       | 33        | 3.28%    |
| білоруська      | 2         | 0.20%    |
| болгарська      | 2         | 0.20%    |
| інші/не вказали | 1         | 0.10%    |
| Усього          | 1006      | 100%     |

## Економіка
- «Ім. Чапаєва», КСП.
- «Данко», ТОВ.

## Об'єкти соціальної сфери
- Школа I—II ст.
- Дитячий садочок.
- Будинок культури.
- Фельдшерсько-акушерський пункт.
- Новоданилівська сільська бібліотека-філія Оріхівської ЦБС.

## Відома особа
- Шевченко Федір Федорович (1924—1980) — український живописець;